# 에바 산톨라리아
에바 산톨라리아(Eva Santolaria, 1975년 5월 20일 ~ )는 스페인의 배우이다.

## 출연 작품
- 어린 시절의 영웅들 (2010)
- 풋볼 데이 (2003)